# Челночное ответвление в Ереванском метрополитене
Ответвление с челно́чным движе́нием в Ерева́нском метрополите́не (арм. երկկողմանի գիծ Երևանի մետրոյում) представляет собой ответвление из двух путей от первой линии, идущих в стороны от станции «Шенгавит» с последующим переходом по стрелке в обход электродепо ТЧ-1 «Шенгавит» к станции «Чарбах», расположенной рядом с ним. Оно привлекло к себе внимание после запуска в эксплуатацию на нём 2 января 2018 года одиночного вагона 81-717М с двумя кабинами, модернизированного в Ереване при помощи тбилисских специалистов из двух головных вагонов 81-717 № 0112 и № 8783 в связи с низким пассажиропотоком, что является всемирно беспрецедентным случаем среди пассажирских метропоездов, поскольку Правила технической эксплуатации (ПТЭ) допускают минимум три вагона в составе.

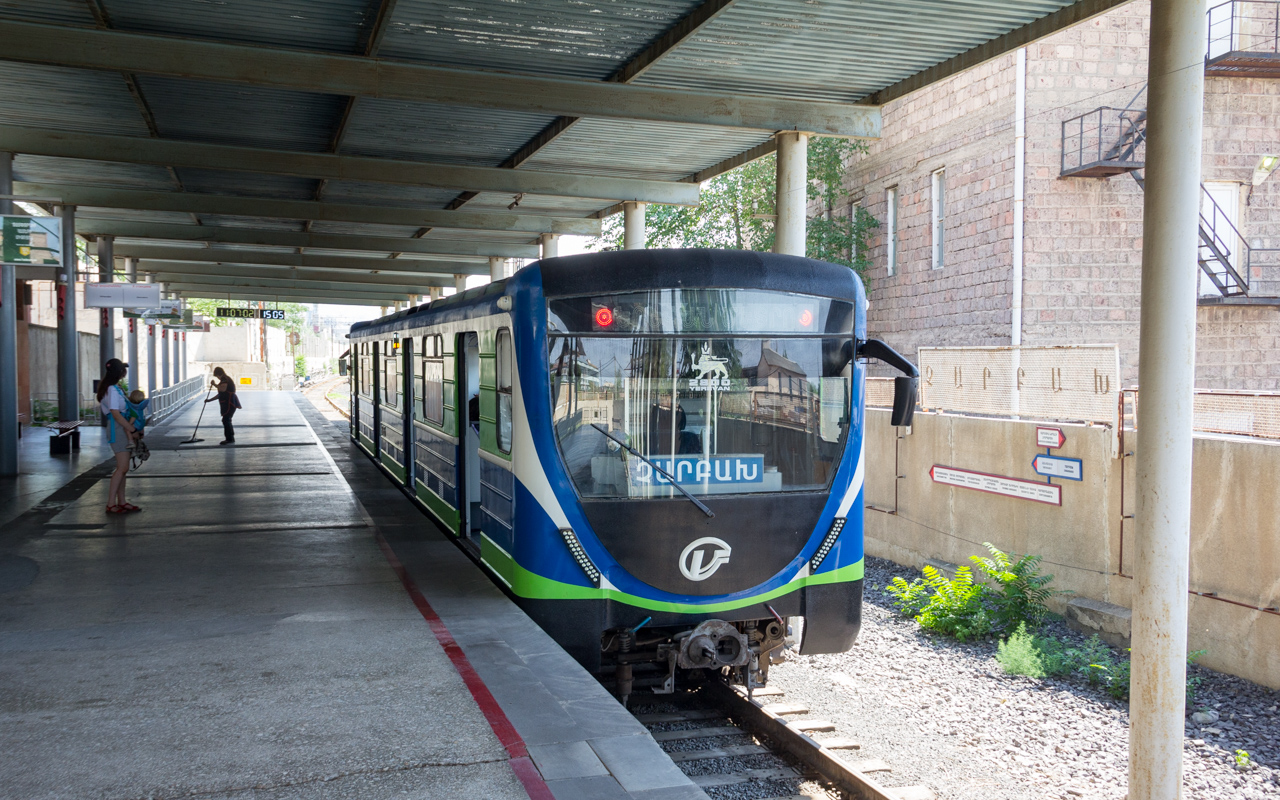
Модернизированный из одного из двух головных вагонов серии 81-717 двухкабинный вагон-электромотриса 81-717М специально для эксплуатации на ответвлении на станции «Чарбах»

## История возникновения
Ответвление от первой линии Ереванского метрополитена образовалось после открытия станции «Чарбах» 26 декабря 1996 года, расположенной у электродепо ТЧ-1 «Шегавит», ведущей к станции «Шенгавит», открытой 26 декабря 1986 года.

## Перспективы
В мобильном приложении Яндекс Метро челночное ответвление отмечается синим цветом как вторая линия, однако есть сведения, что институт «Метрогипротранс» будет проектировать её от станции «Дружба», находящейся на северном конце первой линии.